# Marie Anderson
Anna Maria (Marie) Anderson (Den Haag, 2 augustus 1842 - 19 februari 1912 of 1917) was een publiciste, feministe en schrijfster. Ze schreef onder de pseudoniemen Mevr. Quarlès en Veritas.

## Leven
Marie Anderson werd in 1842 geboren in Den Haag als dochter van Peter Anderson en Maria Wijnanda van Goudoever. Haar vader Peter (1800-1865) was commies bij het Provinciaal Bestuur van Zuid-Holland.
In 1862 kwam zij na een briefwisseling in contact met Eduard Douwes Dekker. Het zou tot een relatie leiden met hem en diens tweede vrouw Mimi Hamminck Schepel. Over haar relatie met Dekker schreef zij in 1888 Multatuli-Wespen onder het pseudoniem Veritas. Met Douwes Dekker vertaalde ze Sacher-Masoch's novelle Maria Theresia en de Vrijmetselaars. Na Multatuli's dood stelde Marie Anderson de herinneringen aan haar vriend te boek onder de titel Uit Multatuli's leven: bijdrage tot de kennis van zijn karakter. Door correspondentie leerde zij de Duitse geleerde Frederik Anthony Hartsen kennen. Uit een relatie met de getrouwde Hartsen werd op 25 april 1870 haar zoon Frédéric Marie Anderson geboren in het Franse Pau. Na de geboorte van haar zoon 'Fritz' verhuisde Marie Anderson naar Duitsland, waar zij met steun van Hartsen in Keulen een winkel begon. In 1872 verhuisde ze met haar winkel naar Wiesbaden, waar inmiddels ook Douwes Dekker woonde. De jaren in Wiesbaden zouden tot de meest productieve jaren uit haar leven gaan behoren. Ze schreef meerdere romans en korte verhalen. De boeken hadden meest historische thema's, maar ook schreef zij er verscheidene non-fictie boeken, waaronder één over prostitutie.

## Activiste
Anderson kreeg een protestantse opvoeding, maar verliet al vrij snel de kerk en werd lid van de Nederlandse Vereniging van vrijdenkers. Hierbij streed zij onder meer tegen antisemitisme en kolonialisme. Ook was ze betrokken bij de vrouwenbeweging.  Zij was daarbij overtuigd aanhanger van het opkomende vegetarisme. Naast vegetarisme zette zij zich in voor een  betere behandeling van dieren, in haar gedachte stelde zij mensen gelijk aan dieren die daarom dezelfde behandeling verdienden. Wilt gij recht voor allen, dan moet ge ’t ook voor de alleronrechtvaardigst behandelde dieren willen, schrijft Marie Anderson aan socialistisch voorman Ferdinand Domela Nieuwenhuis. Anderson wordt in het blijspel Aleid opgevoerd door Multatuli in als het personage Temia, die een oproep deed aan tsaar Nicolaas om iets te doen tegen de rendiersterfte in Lapland.
Als vrouwelijke dierenbeschermer steunde ze de in 1890 mede door Caroline van der Hucht-Kerkhoven opgerichte Nederlandschen Bond ter Bestrijding van Vivisectie (NBBV).

## Schrijfster
Marie Anderson schreef schetsen, romans of romanfeuilletons, brochures en artikelen. Zij gebruikte net als veel schrijvende vrouwen in deze tijd onder pseudoniem: Mevrouw Quarlès (latec Quarles), Dr A. Dondorf, Veritas en Dr (D.) F. van Goudoever.
Voor vrijdenkersvereniging De Vrije Gedachte schreef Anderson artikelen voor het tijdschrift De Dageraad. Haar functioneren bij De Dageraad riep tussen 1864-1865 zoveel weerstand op bij anderen dat zij haar medewerking moest staken. Marie Anderson schreef in de tachtiger jaren van de negentiende eeuw opnieuw in De Dageraad. In de redactie zat toen ook Titia van der Tuuk.
Zo deed ze mee aan het schrijven van brochures en artikelen waarin verslag werd gedaan van dierproeven. In 1908 publiceerde zij aan haar gerichte brieven van Wilhelm Busch (1832-1908), Duits humoristisch schrijver van o.a. Max und Moritz. Deze correspondentie is opgenomen in de verzamelde brievenuitgave van Busch.

## Over haar en haar werk
- J.N. van Hall, G.A. van Hamel, Johan Hermann Christian Heyse, Jérome Alexandre Sillem, Gerard Valette en L. de Vlaming, Bibliographisch album. In: De Gids. Jaargang 45 (1881)
- Frank van der Goes, Multatuli-literatuur. Door F. van der Goes. In: De Nieuwe Gids. Jaargang 4 (1889)
- Wilhelm Busch: Wilhelm Busch an Maria Anderson. Siebzig Briefe. Volckmann Nachf., Rostock 1908, (Digitalisatie van de tweede oplage. 1908).
- Wilhelm Busch: Platonische Briefe an eine Frau (= Insel-Bücherei. Nr. 358, ISSN 0233-1047). (Nawoord en heruitgever: Hans Balzer). Insel-Verlag, Leipzig 1942.
- Tristan Haan: Multatuli's Legioen van Insulinde. Marie Anderson, Dek en de anderen (= De nieuwe Engelbewaarder. 8). Lubberhuizen, Amsterdam 1995, ISBN 90-73978-26-2.
- Joseph Kraus: Wilhelm Busch. Mit Selbstzeugnissen und Bilddokumenten dargestellt (= Rowohlts Monographien. 50163). 17. Auflage. Rowohlt-Taschenbuch-Verlag, Reinbek bij Hamburg 2007, ISBN 978-3-499-50163-0.
- Eva Weissweiler: Wilhelm Busch. Der lachende Pessimist. Eine Biographie. Kiepenheuer & Witsch, Keulen 2007, ISBN 978-3-462-03930-6.

- Biografisch Portaal: 33121885
- Digitale Bibliotheek voor de Nederlandse Letteren: ande009
- Gemeinsame Normdatei: 11630667X
- International Standard Name Identifier: 0000 0000 7897 1043
- Library of Congress Control Number: no2020048817
- Nationale Bibliotheek van Tsjechië: xx0182067
- Nederlandse Thesaurus van Auteursnamen: 071718745
- Virtual International Authority File: 5907410
- WorldCat: E39PCjvXTvkcKq6rTfGdmfWjyd